# Podhorany (okres Nitra)
Podhorany (Hongaars: Menyhebédszalakusz) is een Slowaakse gemeente in de regio Nitra, en maakt deel uit van het district Nitra.
Podhorany telt 1.109 inwoners.
Tot en met de Tweede Wereldoorlog was de gemeente een Hongaarstalige enclave. In de jaren 1946-1948 werd een groot deel van de bevolking gedeporteerd.
In 2011 was nog 8% van de bevolking Hongaars.